# Río Agüera
Río Agüera este o arie protejată (arie specială de conservare — SAC, sit de importanță comunitară — SCI) din Spania întinsă pe o suprafață de 212,95 ha, integral pe uscat.

## Localizare
Centrul sitului Río Agüera este situat la coordonatele 43°19′32″N 3°17′46″W / 43.3255°N 3.2962°V.

## Înființare
Situl Río Agüera a fost declarat sit de importanță comunitară în decembrie 1997 pentru a proteja 3 specii de plante și 4 specii de animale. Situl a fost protejat și ca arie specială de conservare în decembrie 2015.

## Biodiversitate
Situată în ecoregiunile atlantică și marină Atlantică, aria protejată conține 13 habitate naturale: Păduri de Quercus ilex și Quercus rotundifolia, Tufărișuri halofile mediteraneene și termo-atlantice (Sarcocornetea fruticosi), Estuare, Pajiști uscate europene, Pășuni atlantice udate de apa mării (Glauco-Puccinellietalia maritimae), Păduri de stejar sau de stejar și carpen sub-atlantice și medio-europene de Carpinion betuli, Pajiști uscate seminaturale și facies de acoperire cu tufișuri pe substraturi calcaroase (Festuco-Brometalia) (* situri importante pentru orhidee), Lagune de coastă, Lande oro-mediteraneene cu formațiuni endemice de grozamă, Păduri aluvionare cu Alnus glutinosa și Fraxinus excelsior (Alno-Padion, Alnion incanae, Salicion albae), Bancuri de nisip acoperite în permanență slab de apă marină, Faleze cu vegetație de pe coastele atlantice și baltice, Terase mlăștinoase și terase nisipoase neacoperite de apă la reflux.
La baza desemnării sitului se află mai multe specii protejate:
- plante (3): Culcita macrocarpa, Trichomanes speciosum, Woodwardia radicans
- nevertebrate (3): Elona quimperiana, rădașcă (Lucanus cervus), Rosalia alpina
- pești (1): Parachondrostoma miegii